# Pseudathyma jacksoni
Pseudathyma jacksoni är en fjärilsart som beskrevs av Robert H. Carcasson 1965. Pseudathyma jacksoni ingår i släktet Pseudathyma och familjen praktfjärilar. Inga underarter finns listade i Catalogue of Life.